# كارل جوزيف ألتر
كارل جوزيف ألتر (بالإنجليزية: Karl Joseph Alter)‏ هو كاهن كاثوليكي أمريكي، ولد في 18 أغسطس 1885 في توليدو في الولايات المتحدة، وتوفي في 23 أغسطس 1977 في سينسيناتي في الولايات المتحدة.